# Hugo Drechou
Hugo Drechou (ur. 31 maja 1991) – francuski kolarz górski, brązowy medalista mistrzostw świata i Europy.

## Kariera
Największy sukces w karierze Hugo Drechou osiągnął w 2009 roku, kiedy Francuzi w składzie: Alexis Vuillermoz, Cédric Ravanel, Hugo Drechou i Cécile Ravanel zdobyli brązowy medal w sztafecie cross-country podczas mistrzostw świata w Canberze. Na tych samych mistrzostwach zajął także szóstą pozycję w rywalizacji juniorów. Na rozgrywanych cztery lata później mistrzostwach Europy w Bernie był trzeci w kategorii U-23, przegrywając tylko ze swoim rodakiem, Jordanem Sarrou i Belgiem Jensem Schuermansem. Nie brał udziału w igrzyskach olimpijskich.